# Иванаускас, Йонас
Его Преосвященство епископ Йонас Иванаускас (лит. Jonas Ivanauskas; род. 18 февраля 1960 года, Каунас, Литовская ССР, СССР) — литовский религиозный деятель. Епископ Кайшядориса (с 11 февраля 2012 года).

## Биография
Крещён 15 марта 1960 года в Каунасе.
В 1978 году окончил Среднюю школу № 29 г. Каунаса и поступил на факультет теологии и философии Каунасской духовной семинарии. Через несколько был призван на действительную военную службу в Советскую Армию. С осени 1980 года, после возвращения из армии, продолжил своё обучение в семинарии.
4 марта 1984 года в Каунасском Кафедральном соборе рукоположен в сан диакона, а 14 апреля в священники.
31 мая 1985 года окончил семинарию и получил степень бакалавра богословия.
В 1985—1987 годах — викарий церкви в Расейняй. В том же году, продолжил обучение в лиценциатуре на факультете теологии и философии Каунасской семинарии. С 27 мая 1987 года — лиценциат богословаия. В 1987—1988 годах — викарий церкви Св. Креста в Каунасе и преподаватель факультета теологии и философии Каунасской семинарии. В 1988—1989 годах — префект семинарии.
В декабре 1989 года, по решению кардинала Винцентаса Сладкявичюса, направлен на обучение в Рим (Италия). С 1990 года по 1992 год обучался в Папском Латеранском университете.
Начиная с осени 1992 года — доцент католического богословского факультета Университета Витаутаса Великого. 11 ноября 1994 года сенат университета присвоил ему учёное звание доцента. С 1994 года — член Литовского Библейского общества.
С 1997 года по 2002 год — заведующий специальной богословской кафедрой католического богословского факультета Университета Витаутаса Великого.
С января 2002 года — генеральный викарий Архиепархии Каунаса.
С 18 октября 2003 года — вспомогательный епископ архиепархии Каунаса и титулярный епископ Канапиума. 23 ноября 2003 года состоялась епископская ординация.
С 2005 года — председатель совета по делам мирян Конференции епископов Литвы.
С 11 февраля 2012 года — епископ Кайшядориса.